# Xingu
Xingu – rzeka w północnej Brazylii, prawy dopływ Amazonki, piąta co do długości (ok. 2100 km) rzeka Brazylii. Źródła na wyżynie Mato Grosso. Rzeka posiada liczne progi i wodospady. Najważniejszym jej dopływem jest Iriri. Powierzchnia dorzecza 420 tys. km².
Wzdłuż Xingu naukowcy od lat katalogują pozostałości wielkich założeń ziemnych: rowów, palisad, grobli i dróg - pozostałości nieznanej dokładnie cywilizacji prekolumbijskiej.

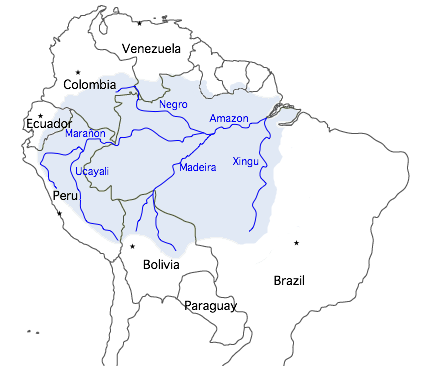
Dorzecze Amazonki